# Falkenbergs pastorat
Falkenbergs pastorat är ett pastorat i Svenska kyrkan som ingår i Varbergs och Falkenbergs kontrakt i Göteborgs stift. Det omfattar samtliga församlingar inom Falkenbergs kommun och Torups församling i Hylte kommun.

## Administrativ historik
Pastoratet har medeltida ursprung omfattande Falkenbergs och Skrea församlingar. Pastoratet hade mellan 2014 och 2017 namnet Falkenberg-Skrea pastorat.
2017 utökades pastoratet med nedanstående församlingar:
- Fagereds församling
- Gunnarps församling
- Gällareds församling
- Krogsereds församling
- Källsjö församling
- Morups församling
- Okome församling
- Stafsinge församling
- Susedalens församling
- Torups församling
- Ullareds församling
- Vessige församling
- Vinberg-Ljungby församling
- Älvsereds församling

1 januari 2023 uppgick Gällareds församling och Krogsereds församling i Gunnarps församling
Pastoratskod är 081502.